# Raimundas Martinėlis
Raimundas Martinėlis (* 25. Mai 1964 in der Rajongemeinde Rokiškis) ist ein litauischer Politiker.

## Leben
Nach dem Abitur an der Mittelschule absolvierte er 1988 das Studium der Otolaryngologie am Kauno medicinos institutas und 2004 das Masterstudium des Gesundheitsmanagements am Kauno medicinos universitetas. Er arbeitete im Krankenhaus Rokiškis. Ab 2003 leitete er als Chefarzt und Direktor VšĮ Rokiškio rajono ligoninė. Von 2000 bis 2011 war er Mitglied im Rat der Rajongemeinde Rokiškis.
Seit November 2016 ist er Seimas-Mitglied.
Ab 1995 war Martinėlis Mitglied der Lietuvos centro sąjunga, 2006 der Tvarka ir teisingumas (liberalai demokratai). Aktuell sitzt er in der Tėvynės Sąjunga – Lietuvos krikščionys demokratai-Fraktion.

## Familie
Martinėlis ist verheiratet. Mit seiner Frau Galina hat er den Sohn Mindaugas und die Tochter Margarita.